# 国府宮 (稲沢市)
国府宮（こうのみや）は、愛知県稲沢市の地名。

## 地理

### 国府宮町の字一覧
| 現行字           | 1882年（明治15年）当時 |
| ---------------- | ---------------------- |
|                  | 大割（ををわり）       |
|                  | 國衙（こくが）         |
| 諏訪（すわ）     | 諏訪（すわ）           |
| 手枕（てまくら） | 手枕（たまくら）       |
|                  | 政常（まさつね）       |
|                  | 大宮（ををみや）       |
|                  | 西切（にしきり）       |
|                  | 児玉（こだま）         |
|                  | 前田（まゑだ）         |
|                  | 河原田（かわらた）     |
|                  | 神田（じんでん）       |
|                  | 東切（ひがしきり）     |
|                  | 中切（なかきり）       |
|                  | 吉原（よしわら）       |
|                  | 道上（みちかみ）       |
|                  | 川向（かわむかゑ）     |
|                  | 道下（みちしも）       |
|                  | 宗形（むなかた）       |

### 河川・池沼
- 大江川

- 大江川

### 交通
- 名鉄名古屋本線国府宮駅

### 施設

#### 国府宮町
- 稲沢自動車学校
- 手枕公園

- 稲沢自動車学校

#### 国府宮1丁目
- 尾張大國霊神社
- 国府宮ふれあい公園

- 尾張大国霊神社（国府宮神社）

#### 国府宮2丁目
- JA愛知西国府宮支店
- 中高記念館
- 大御霊神社

- 中高記念館

#### 国府宮3丁目
- 国府宮前田公園
- 国府宮会館

- 国府宮会館

#### 国府宮4丁目
- 宗形神社
- ひいらぎ広場
- さくら広場
- 神明社

## 歴史

### 沿革
- 1889年（明治22年） - 中島郡国府宮村は国府宮村大字国府宮となる[2]。
- 1906年（明治39年） - 稲沢町大字国府宮となる[2]。
- 1958年（昭和33年） - 稲沢市国府宮町となる[2]。
- 1972年（昭和47年） - 国府宮町の一部が国府宮神田町・国府宮川東町・国府宮宮西町・国府宮国衙町・国府宮宮浦町・国府宮宮東町・国府宮宗形町・治郎丸古江町・稲島法成寺町に編入される[2]。また、以下の町が成立。
  - 国府宮川東町（こうのみや かわひがしちょう） - 国府宮町・治郎丸町の各一部[2]。
  - 国府宮国衙町（こうのみや こくがちょう） - 国府宮町の一部[2]。
  - 国府宮神田町（こうのみや じんでんちょう） - 稲島町・治郎丸町・国府宮町の各一部[2]。
  - 国府宮宮浦町（こうのみや みやうらちょう） - 国府宮町の一部[2]。
  - 国府宮宮西町（こうのみや みやにしちょう） - 国府宮町・稲島町の各一部[2]。
  - 国府宮宮東町（こうのみや みやひがしちょう） - 国府宮町・治郎丸町の各一部[2]。
  - 国府宮宗形町（こうのみや むながたちょう） - 国府宮町の[2]。
- 1976年（昭和51年） - 国府宮町の一部が治郎丸石塚町に編入される[2]。
- 1984年（昭和59年） - 国府宮宮西町・国府宮宮浦町・国府宮宗形町・国府宮宮東町・国府宮川東町・国府宮町・松下町・高御堂町・小池正明寺町の各一部により、国府宮一丁目から同四丁目が成立[2]。国府宮国衙町は松下に編入される[2]。

### 人口の変遷
国勢調査による人口および世帯数の推移。

### 国府宮
| 1995年（平成7年）  | 1514世帯 3598人 |  |
| 2000年（平成12年） | 1713世帯 4088人 |  |
| 2005年（平成17年） | 1831世帯 4236人 |  |
| 2010年（平成22年） | 1817世帯 4111人 |  |
| 2015年（平成27年） | 1875世帯 3977人 |  |
| 2020年（令和2年）  | 1897世帯 3827人 |  |

### 国府宮町
| 2005年（平成17年） | 107世帯 354人 |  |
| 2010年（平成22年） | 105世帯 371人 |  |
| 2015年（平成27年） | 111世帯 380人 |  |
| 2020年（令和2年）  | 106世帯 333人 |  |

### WEB
1. 1 2  “愛知県稲沢市の町丁・字一覧”.   人口統計ラボ. 2023年5月5日閲覧。
2. 1 2 3 4  総務省統計局 (2022年2月10日). “令和2年国勢調査の調査結果(e-Stat) - 男女別人口，外国人人口及び世帯数－町丁・字等” (CSV). 2023年8月2日閲覧。
3. 1 2  “読み仮名データの促音・拗音を小書きで表記するもの(zip形式) 愛知県” (zip).   日本郵便 (2024年2月29日). 2024年3月26日閲覧。
4. 1 2  “市外局番の一覧” (PDF).   総務省 (2022年3月1日). 2022年3月22日閲覧。
5. ↑  “ナンバープレートについて”.   一般社団法人愛知県自動車会議所. 2024年1月21日閲覧。
6. ↑  “ナンバープレートについて”.   一般社団法人愛知県自動車会議所. 2024年1月21日閲覧。
7. 1 2  “愛知県稲沢市国府宮町の住所一覧”.   ゼンリン. 2024年6月8日閲覧。
8. ↑  総務省統計局 (2014年3月28日). “平成7年国勢調査の調査結果(e-Stat) - 男女別人口及び世帯数 －町丁・字等” (CSV). 2021年7月20日閲覧。
9. ↑  総務省統計局 (2014年5月30日). “平成12年国勢調査の調査結果(e-Stat) - 男女別人口及び世帯数 －町丁・字等” (CSV). 2021年7月20日閲覧。
10. ↑  総務省統計局 (2014年6月27日). “平成17年国勢調査の調査結果(e-Stat) - 男女別人口及び世帯数 －町丁・字等” (CSV). 2021年7月21日閲覧。
11. ↑  総務省統計局 (2012年1月20日). “平成22年国勢調査の調査結果(e-Stat) - 男女別人口及び世帯数 －町丁・字等” (CSV). 2021年7月21日閲覧。
12. ↑  総務省統計局 (2017年1月27日). “平成27年国勢調査の調査結果(e-Stat) - 男女別人口及び世帯数 －町丁・字等” (CSV). 2021年7月21日閲覧。
13. ↑  総務省統計局 (2014年6月27日). “平成17年国勢調査の調査結果(e-Stat) - 男女別人口及び世帯数 －町丁・字等” (CSV). 2021年7月21日閲覧。
14. ↑  総務省統計局 (2012年1月20日). “平成22年国勢調査の調査結果(e-Stat) - 男女別人口及び世帯数 －町丁・字等” (CSV). 2021年7月21日閲覧。
15. ↑  総務省統計局 (2017年1月27日). “平成27年国勢調査の調査結果(e-Stat) - 男女別人口及び世帯数 －町丁・字等” (CSV). 2021年7月21日閲覧。

### 書籍
1. 1 2 3 4 5 6 7 8 9 10 11 12 13 14 15 16 17 18  日本地名学研究所 1969, p. 96.
2. 1 2 3 4 5 6 7 8 9 10 11 12 13 14  「角川日本地名大辞典」編纂委員会 1989, p. 539.